# Salzgitter AG
Salzgitter AG is een beursgenoteerde Duitse staalgroep gevestigd in Salzgitter. De staalgroep bestaat uit meer dan 100 individuele bedrijven en is in Europa de vijfde grootste fabrikant in de vlak- en profielstaalsector en heeft een leidende positie in de globale buizenmarkt.

## Activiteiten
Het staalbedrijf heeft een capaciteit van ongeveer zeven miljoen ton staal op jaarbasis. Er werken 25.000 personen. In 2023 behaalde het een omzet van bijna 11 miljard euro op een staalproductie van 5,7 miljoen ton.
Er zijn vier bedrijfsonderdelen: Steel Production, Steel Processing, Trading en Technology. De bedrijfsonderdelen staalproductie en handel zijn het grootst gemeten naar de omzet. Daarnaast heeft het een aandelenbelang in Aurubis, een producent van koper.
Ongeveer de helft van de omzet in 2023 bestaat uit plaatstaal en 15% uit stalen buizen en pijpen. Bijna de helft van de omzet werd in datzelfde jaar gerealiseerd in Duitsland en een derde in de rest van Europa. Het aandeel van Noord- en Zuid-Amerika was 10%.
Het bedrijf wil minder afhankelijk worden van de staalproductie door middel van hoogovens en meer gebruik gaan maken van vlamboogovens. Dit heeft als belangrijk nevenvoordeel van de uitstoot van koolstofdioxide (CO2) wordt verminderd. Salzgitter heeft de ambitie de uitstoot van CO2 met 30% te reduceren in 2026 ten opzichte van het basisjaar 2018.
Het aandeel staat genoteerd aan de Deutsche Börse en maakt onderdeel uit van de SDAX aandelenindex.

### Resultaten
| Jaar | Omzet         | Netto- resultaat | Werk- nemers | Ruwstaal productie (×1000 ton) |
| Jaar | (× € miljoen) | (× € miljoen)    | Werk- nemers | Ruwstaal productie (×1000 ton) |
| ---- | ------------- | ---------------- | ------------ | ------------------------------ |
| 2001 | 4593          | 144              | 17.664       | 8151                           |
| 2005 | 7152          | 842              | 17.583       | 7142                           |
| 2010 | 8305          | 30               | 25.124       | 6755                           |
| 2015 | 8618          | −45              | 25.524       | 6652                           |
| 2017 | 8990          | 190              | 25.074       | 6955                           |
| 2018 | 9278          | 274              | 25.363       | 7039                           |
| 2019 | 8547          | −241             | 25.227       | 6613                           |
| 2020 | 7091          | −277             | 24.416       | 6033                           |
| 2021 | 9767          | 581              | 24.255       | 6749                           |
| 2022 | 12553         | 1082             | 24.569       | 6109                           |
| 2023 | 10791         | 200              | 25.183       | 5709                           |
| 2024 | 10012         | −352             | 24.473       | 6391                           |

## Geschiedenis
De geschiedenis van het bedrijf gaat terug tot 1858, op 6 september werd de Ilseder Hütte in Groß Ilsede bij Peine opgericht. In 1937 begon de Reichswerke Hermann Göring haar staalactiviteiten in Salzgitter. In de Tweede Wereldoorlog werden dwangarbeiders ingezet. Bij de fabriek lag een Außenlager van concentratiekamp Neuengamme. Enkele honderden personen stierven voordat het kamp in 1945 werd geëvacueerd. In 1992 werd op het fabrieksterrein en monument voor de slachtoffers opgericht.
Direct na de oorlog, op 8 mei 1945, stelde de Britse militaire regering een trustee aan die het beheer over de fabrieken kreeg. Het Duitse deel van de voormalige Reichswerke werd hierbij opgenomen in het staatsbedrijf Salzgitter. De installaties werden ontmanteld en dit leidde van 1946 tot 1951 tot gewelddadige protesten van het personeel, de ondernemingsraad en de vakbonden. Op 20 januari 1951 besloten de Britten de ontmanteling te staken, op dat moment was driekwart van de hoogovens en de walserijen geheel ontmanteld. Wat overbleef was een kleine staalfabriek met drie hoogovens
Na de ontmanteling begon de wederopbouw in de jaren 1950. In 1953 werd de naam gewijzigd in Hüttenwerk Salzgitter AG en in 1965 volgde een tweede verandering in Salzgitter Hüttenwerk AG .
De Salzgitter Group breidde uit en verkreeg naast de staalproductie ook belangen in de mijnbouw, scheepsbouw, installatietechniek en bouwmaterialen. In 1962 telde de Salzgitter Group 81.000 werknemers en behaalde een jaaromzet van 2,3 miljard Duitse mark.
Op 1 oktober 1989 werd de groep verkocht aan Preussag. De staaldivisie werd omgedoopt tot Preussag Stahl AG en andere bedrijfsonderdelen werden in de daaropvolgende jaren doorverkocht. In 1998 maakte Preussag het plan bekend Preussag Stahl te gaan verkopen aan de Oostenrijkse groep Voest-Alpine. Op dat moment werkten er 14.000 mensen bij het bedrijf en zij waren fel tegen de transactie. De deelstaat Nedersaksen en de Norddeutsche Landesbank namen toen 51% van de aandelen in Preussag Stahl over. De bedrijfsnaam werd Salzgitter AG. Nedersaksen heeft nog 26,5% van de aandelen Salzgitter AG in handen.
In het voorjaar van 1999 onderhandelde Salzgitter over een fusie met het Luxemburgse staalbedrijf Arbed. Met een volume van vijf miljoen ton ruwstaal in het gebroken boekjaar 1997-98 was het bedrijf een kleine fabrikant. Voor Arbed zou de overname de afzetmogelijkheden in Midden-Europa aanzienlijk versterken. Deze gesprekken leidden ook tot protesten en de transactie ketste af.
Op 9 oktober 2000 werd Mannesmannrohren-Werke overgenomen, een wereldleider in naadloze en gelaste stalen buizen, voor de symbolische prijs van één euro. Dit bedrijfsonderdeel was goed voor een jaaromzet van een miljard euro en telde bij de overname bijna 4000 medewerkers. In deze koop zat ook een minderheidsbelang in de Franse buizenfabrikant Vallourec.
In juni 2006 volgde de koop van het Stahlservice-Center Flachform Stahl van Arcelor waarmee de staalhandelsactiviteiten van Salzgitter fors werd uitgebreid. In augustus 2006 verkocht het een minderheidsbelang van 17% in Vallourec op de beurs.
Medio 2007 kocht Salzgitter een meerderheidsbelang van 83% in Klöckner-Werke AG. Deze laatst is een fabrikant van apparatuur en installaties om blikjes te vullen met frisdranken en bier. Klöckner-Werke werd ondergebracht in een nieuw bedrijfsonderdeel, Technology. Per jaareinde 2007 werkten er 4500 mensen bij dit bedrijfsonderdeel en in 2008 behaalde Technology een jaaromzet van iets meer dan een miljard euro.
In 2018 presenteerde Salzgitter een proces voor CO2 neutrale staalproductie, SALCOS of voluit Salzgitter Low CO2 Steelmaking. Daarbij wordt ‘groene’ waterstof gebruikt, en niet steenkool, in de hoogoven. Medio 2020 kondigde Salzgitter een haalbaarheidsstudie aan voor een fabriek voor direct-gereduceerd ijzer in Wilhelmshaven met de inzet van waterstof voor de reductie van het ijzererts.
In november 2020 werd de eerste "groene" staalplaat geproduceerd in de fabriek in Peine. Het staal kwam uit een vlamboogoven, met schroot als grondstof. De CO2-uitstoot is 75% lager dan bij staalproductie met een hoogoven.
In februari 2024 werd Mannesmann Stainless Tubes voor 135 miljoen euro verkocht aan het Italiaanse Cogne Acciai Speciali.
Op 5 november 2024 maakte een consortium, van GP Papenburg AG en de Remondis-dochter TSR Recycling, bekend een vrijwillig overnamebod te zullen doen. Het bod wordt gestand gedaan als ze 45% plus 1 aandeel in handen kunnen krijgen. Het consortium zou dus een meerderheid in het bedrijf hebben, aangezien 10% van de aandelen in handen is van Salzgitter zelf en deze hebben geen stemrecht op de algemene vergadering. Nedersaksen en de werknemers zijn tegen het bod. Medio april 2025 werden de gesprekken en daarmee de overnamepoging beëindigd vanwege een groot verschil van mening over de te volgen strategie en de hoogte van het bod. Salzgitter is een nieuw programma gestart met het doel 500 miljoen euro per jaar aan kosten te besparen.